# Геройське (Калінінградська область)
Геройське (рос. Геройское, нім. Goythenen) — селище Зеленоградського району, Калінінградської області Росії. Входить до складу Ковровського сільського поселення.
Населення — 2 особи (2015 рік).

## Населення
| 2002 | 2010 |
| ---- | ---- |
| 3    | ↘2   |